# Diatermia
Diatermia (z gr. dia, czyli „przez”, oraz thérme, czyli „ciepło”) − zabieg fizykoterapeutyczny polegający na miejscowym nagrzewaniu tkanek pod wpływem silnego pola elektromagnetycznego, co przyczynia się do rozluźnienia mięśni i łagodzi odczucia bólu. 
W diatermii terapeutycznej stosowanej w rehabilitacji stosuje się pola magnetyczne lub elektryczne o częstotliwości 2,45–27,12 MHz i mocy kilkuset watów. W tej kategorii wyróżnia się dwa rodzaje diatermii:
- diatermię kondensatorową (pojemnościową) – do nagrzewania stosuje się pole elektromagnetyczne, z dominacją pola elektrycznego, nagrzewające tkanki płytko położone, głównie skórę i tkankę tłuszczową
- diatermię indukcyjną – do nagrzewania stosuje się pole elektromagnetyczne, z dominacją pola magnetycznego, wnikające głęboko w ciało i wywołujące prądy wirowe, które nagrzewają mięśnie.

Wyróżnia się też diatermię chirurgiczną, w której do cięcia i koagulacji tkanek stosuje się elektrokauter.